# Olivier Gruner
Olivier Gruner (ur. 2 sierpnia 1960 w Paryżu) – francuski aktor kina karate, model, choreograf, kaskader, reżyser, scenarzysta i producent filmowy.

## Życiorys

### Wczesne lata
Urodził się w Paryżu jako jeden z trzech synów chirurga. Kiedy miał jedenaście lat zafascynował się produkcjami filmowymi z udziałem Bruce’a Lee. Trenował sztuki i sporty walki: karate shōtōkan, a następnie boks i kick-boxing. Uczęszczał do Broughton High School w Edynburgu. Studiował na Uniwersytecie Kalifornijskim w Los Angeles. Mając osiemnaście wstąpił do Marine nationale na czteroletnią służbę do jednostki komandosów Marynarki Wojennej (Commandos de Marine).

### Kariera sportowa
W 1981 rozpoczął profesjonalne uprawianie kick-boxingu. Dorabiał jako ochroniarz, ratownik, trener narciarstwa i operator wyciągu narciarskiego. W 1984 stoczył dziesięć walk. Po trzech latach treningu, w 1985 został mistrzem Francji w kick-boxingu, a po następnych dwóch latach, w 1987 roku zdobył tytuł mistrza świata w kickboxingu. Po zakończonej karierze sportowej, został modelem i pracował w telewizji.

### Kariera filmowa
Pracując w 1987 na Festiwalu Filmowym w Cannes nawiązał kontakty z filmowcami z Hollywood. Wyjechał do Los Angeles. Debiutował na ekranie rolą francuskiego komandosa, pięciokrotnego mistrz świata w karate, który pragnie wykorzystać stypendium Komitetu Olimpijskiego i uzupełnić swoje wykształcenie w Stanach Zjednoczonych w dramacie sensacyjnym Miasto Aniołów (Angel Town, 1990). Następnie zagrał w thrillerze sci-fi Nemesis (1992) z Cary-Hiroyuki Tagawą, westernie Na śmierć i życie (Savate, 1997) z Ianem Zieringiem, Jamesem Brolinem i Markiem Singerem, dramacie sensacyjnym sci-fi Mars (1998) ze Scottem Valentine, filmie akcji T.N.T. (1998) z Erikiem Robertsem, filmie familijnym fantasy Skrzat i kucyk Pony (The White Pony, 1999) z Warwickiem Davisem i dramacie sensacyjnym Spięcie 2 (The Circuit 2: The Final Punch, 2002) z Lorenzo Lamasem.
W 2007 przyjechał do Polski, by zagrać postać i zrobić choreografię scen walki w filmie akcji Jarosława Żamojdy Skorumpowani (2008).

## Filmografia
| Rok  | Tytuł                                               | Rola                                               | Reżyser                                |
| ---- | --------------------------------------------------- | -------------------------------------------------- | -------------------------------------- |
| 1990 | Miasto Aniołów (Angel Town)                         | Jacques                                            | Eric Karson                            |
| 1992 | Nemesis                                             | Alex                                               | Albert Pyun                            |
| 1994 | Zbuntowany android (Automatic)                      | J269                                               | John Murlowski                         |
| 1995 | Na śmierć i życie (Savate aka The Fighter)          | Joseph Charlegrand                                 | Isaac Florentine                       |
| 1996 | Dzikus (Savage)                                     | Savage/Alex                                        | Avi Nesher                             |
| 1997 | Najemnik (Mercenary)                                | kpt. Karl ‘Hawk’ May                               | Avi Nesher                             |
| 1997 | T.N.T.                                              | Alex                                               | Robert Radler                          |
| 1997 | Mars                                                | Caution Templer                                    | Jon Hess                               |
| 1998 | Najemnik II (Mercenary II: Thick & Thin, TV)        | kpt. Karl ‘Hawk’ May                               | Philippe Mora                          |
| 1999 | Asteroida śmierci (Velocity Trap)                   | ED oficer Raymond Stokes                           | Phillip J. Roth                        |
| 1999 | Skrzat i kucyk Pony (The White Pony)                | Jacques                                            | Brian Kelly                            |
| 1999 | Stan wyjątkowy (Martial Law, serial TV)             | Dieter Vanderval                                   | Whitney Ransick                        |
| 1999 | Siły szybkiego reagowania (Interceptors)            | Shaun                                              | Phillip J. Roth                        |
| 2000 | Crackerjack 3                                       | Marcus Clay                                        | Lloyd A. Simandl                       |
| 2000 | Operacja wieczność (Code Name: Eternity, serial TV) | Tawrens                                            | Malcolm Cross                          |
| 2000 | Kumite                                              | Michael Rogers                                     | Menahem Golan                          |
| 2001 | G.O.D.                                              | Adrian Kaminski                                    | Dean Rusu                              |
| 2001 | Cena honoru (Extreme Honor)                         | Cody                                               | Steven Rush                            |
| 2001 | The Circuit                                         | Dirk Longstreet                                    | Jalal Merhi                            |
| 2002 | Największe poświęcenie (Power Elite)                | kapitan                                            | David Huey (w napisach: Carribou Seto) |
| 2002 | Drapieżca 2 (Interceptor Force 2, TV)               | Shaun                                              | Phillip J. Roth                        |
| 2003 | The Circuit 2: The Final Punch                      | Dirk Longstreet                                    | Jalal Merhi                            |
| 2003 | Deadly Engagement                                   | Paul Gerard                                        | Lloyd A. Simandl                       |
| 2005 | SWAT: Warhead One                                   | Luc Rémy                                           | David Huey (w napisach: Carribou Seto) |
| 2005 | Cel (Soft Target)                                   | Phil Yordan                                        | Art Camacho                            |
| 2006 | The Circuit 3: Street Monk                          | Dirk Longstreet                                    | Jalal Merhi                            |
| 2007 | Blizhniy Boy: The Ultimate Fighter                  | agent FBI                                          | Erken Ialgashev                        |
| 2008 | Lost Warrior: Left Behind                           | Nash Daniels                                       | Erken Ialgashev (także scenariusz)     |
| 2008 | Skorumpowani                                        | Rosjanin Borys Montenegro, szef mafii narkotykowej | Jarosław Żamojda                       |
| 2009 | Brother’s War                                       | Anton                                              | Jake Rademacher                        |
| 2010 | One Night                                           | Bestia                                             | Olivier Gruner, Patrick Shanavian      |
| 2010 | Tales of an Ancient Empire                          | Corsair Duguay                                     | Albert Pyun                            |
| 2013 | Re-Generator                                        | Bestia                                             | Olivier Gruner                         |
| 2013 | Cyborg Nemesis (Cyborg: Rise of the Slingers)       | Duguay                                             | Albert Pyun                            |
| 2014 | Sektor 4 (Sector 4: Extraction)                     | Nash                                               | Olivier Gruner (także scenariusz)      |
| 2015 | EP/Executive Protection                             | Max Webber                                         | Olivier Gruner (także scenariusz)      |
| 2016 | Rozróba w Manili (Showdown in Manila)               | Ford                                               | Mark Dacascos                          |
| 2016 | Darkweb                                             | Stanislas                                          | Bruno Vaussenat                        |
| 2016 | Beyond the Game                                     | Nash Daniels                                       | Erken Ialgashev                        |
| 2016 | The Chemist                                         | Ronus Steele                                       | Art Camacho                            |
| 2017 | Iron Cross Brothers Road Home                       |                                                    | Tino Struckmann                        |
| 2022 | Iron Cross: The Road to Normandy                    | Anton                                              | Tino Struckmann                        |
| 2022 | Atak na Rio Bravo (Assault on Rio Bravo)            | Marshall Austin Carter                             | Joe Cornet                             |